# Liu Xiaodong
Liu Xiaodong (en xinès simplificat: 刘小东, en xinès tradicional: 劉小東, en pinyin: «Liú Xiǎodōng») és un artista xinès, nascut a la ciutat de Liaoning l'any 1963. És conegut per les seves pintures d'estil realista i també per la seva participació en projectes cinematogràfics. Està casat amb una pintora neorealista Yu Hong (nascuda el 1966).

## Formació pictòrica
Nascut a la ciutat industrial de Liaoning (important centre de la indústria paperera xinesa), es va mudar amb 17 anys a Pequín per estudiar en la Facultat Central de Belles arts (中央美术学院), on va acabar els seus estudis amb un mestratge de pintura a l'oli. Va completar els seus estudis a Europa, en la Facultat de Belles arts de la Universitat Complutense de Madrid. Posteriorment, va tornar a La Xina i va ser professor de pintura en la Facultat Central de Belles Arts de Pequín, el mateix centre on es va formar.
És considerat com un dels artistes xinesos més influents de les darreres dues dècades, Liu Xiaodong també es considera una de les figures centrals de la «nova generació» del realisme contemporani xinès. De vegades s'assembla a l'estil (internacional) neorealista de pintura contemporània, «hereu» d'una pintura del realisme socialista que ha alterat el significat, fins al punt que el seu enfocament es considera l'antítesi de l'estil institucional d'inspiració soviètica ensenyat a l'Acadèmia central de Belles arts de Pequín.
De fet, el seu toc pictòric -pintura a l'oli- és lliure, no està subjecte ni condicionat als detalls de cap patró preconcebut, sense fondre ni estar submís als detalls del motiu, amb grans àrees sense pintar, deixant la tela blanca. El seu treball és subtil, però amb força en les profundes convergències entre les qüestions socials i mediambientals de la nostra vida contemporània. La seva pintura representa la gent vulgar i les escenes quotidianes de la vida, aparentment anodines, que ell aconsegueix conferir, de manera imperceptible, una capacitat de suggerir i fer al·lusió a la seva realitat.
En la sèrie de fotografies Childhood Friends Getting Fat: Photographs of Liu Xiaodong. 2007-2014, Liu Xiaodong va documentar la seva visita al pintor dels Estats Units neorealista Eric Fischl i la seva visita conjunta al taller de Jackson Pollock l'any 2013.

## Filmografia
- 1990: Liu va protagonitzar la primera pel·lícula rodada pel seu amic el director Wang Xiaoshuai, titulada Dōng chūn de rìzǐ.[9]
- 1993: Va participar com a director d'art en la pel·lícula Běijīng Zázhǒng, dirigida per Zhang Yuan.[10]
- 2006: Va protagonitzar el documental Dōng, dirigit per Jia Zhangke. Aquesta pel·lícula va participar el 2006 al Festival Internacional de Cinema de Venècia i va ser candidata al Lleó d'Or.

## Exposicions
- 2016 Liu Xiaodong: Migrazioni; Fondazione Palazzo Strozzi, Florència, Itàlia.[11]
- 2010 Liu Xiaodong has a new exhibition of his paintings in Beijing starting 18 November 2010.[12]
- 2009 Inaugural Exhibition, Hadrien de Montferrand Gallery, Pequin
- 2008 Displacement: The Three Gorges Dam and Contemporary Chinese Art, Smart Museum of Art, Universitat de Chicago
- 2006
  - Biennale of Sydney 2006, Biennale of Sydney, Sydney
  - The Three Gorges Project - Paintings by Liu Xiaodong, Asian Art Museum, San Francisco, Califòrnia
- 2005
  - The Wall - Reshaping Contemporary Chinese Art, Albright-Knox Art Gallery, Buffalo (Nova York)
  - Regeneration - Contemporary Chinese Art from China and the U.S., ASUART - Arizona State University Art Museum, Tempe (Arizona)
  - The Second Beijing International Art Biennale 2005, Beijing International Art Biennale, Pequin
  - Mahjong - Chinesische Gegenwartskunst, Kunstmuseum Bern, Berna
- 2004
  - Three Gorges, China Art Archives & Warehouse (CAAW), Pequin
  - Regeneration - Contemporary Chinese Art, David Winton Bell Gallery, Providence
- 2003
  - Alors, la Chine ?, Centre Pompidou - Musée National d´Art Moderne, París
- 2002
  - The 1st Guangzhou Triennial, Guangzhou Triennial, Guangzhou, Guangdong
- 2001
  - Liu Xiaodong, Galerie Loft, París
- 2000
  - Photography as fine art, galerie skala, Colònia
  - Portraits, figures, couples and groups, BizArt, Shanghai

## Biografia
- Sans, Jérôme. Faurschou Foudation in Venice - Fondazione Giorgio Cini. Liu Xiaodong. Painting as shooting (en anglés), 2015.
- Peng, Lü. Histoire de l'art chinois au s-XX (en francés).  Somogy, 2013. ISBN 978-2-7572-0702-4.
- Ai Min. Childhood Friends Getting Fat : Photographs of Liu Xiaodong.2007-2014 (en anglés).  Shangai: Shanghai, Minsheng Art Museum, 2014.